# Dyspteris tenuivitta
Dyspteris tenuivitta är en fjärilsart som beskrevs av Paul Dognin 1908. Dyspteris tenuivitta ingår i släktet Dyspteris och familjen mätare. Inga underarter finns listade i Catalogue of Life.